# Paranaphoidea elongata
Paranaphoidea elongata is een vliesvleugelig insect uit de familie Mymaridae. De wetenschappelijke naam is voor het eerst geldig gepubliceerd in 1923 door Girault.